# 1470 в Україні

## Події
- Мартин Гаштовт призначений Казимиром IV Ягеллончиком воєводою київським. Одначе кияни не впустили його у місто.

## Особи

### Народились
- Михайло Вишневецький-Збаразький (1470—1517) — український князь гербу Корибут, політичний та військовий діяч Великого князівства Литовського, Руського та Жемайтійського, згодом Королівства Польського.

### Померли
- Семен Олелькович, останній князь Київський. Наступного року Київське князівство ліквідовано, утворено Київське воєводство.
- Михайло «Мужило» Бучацький — польський шляхтич, військовик та урядник Королівства Ягеллонів.

## Засновані, зведені
- Перша писемна згадка про село Рожиськ (нині Підволочиського району Тернопільської області)
- Есень
- Колоденка (Рівненський район)